# Brit Awards 2000
20 ceremonia rozdania BRIT Awards, prestiżowych nagród wręczanych przez Brytyjski Przemysł Fonograficzny odbyła się 3 marca 2000 roku. Wydarzenie to miało miejsce po raz trzeci w Earls Court w Londynie w Wielkiej Brytanii. Podczas tej ceremonii po raz pierwszy wręczono nagrodę w kategorii "Najlepszy wykonawca muzyki pop".

## Nominacje i zwycięzcy
| Brytyjski album roku | Utwór roku |
| --- | --- |
| - Travis – The Man Who - Basement Jaxx – Remedy - The Chemical Brothers – Surrender - Gomez – Liquid Skin - Stereophonics – Performance & Cocktails | - Robbie Williams – "She's the One" - Basement Jaxx – "Red Alert" - Supergrass – "Moving" - Moloko – "Sing It Back" - Blur – "Tender" - Travis – "Why Does It Always Rain on Me?" - Fatboy Slim – "Praise You" - Manic Street Preachers – "You Stole the Sun from My Heart" - The Chemical Brothers – "Hey Boy Hey Girl" - Shanks and Bigfoot – "Sweet Like Chocolate" |
| Najlepszy brytyjski artysta | Najlepsza brytyjska artystka |
| - Tom Jones - David Bowie - Ian Brown - Sting - Van Morrison                                                                                        | - Beth Orton - Beverley Knight - Gabrielle - Geri Halliwell - Melanie C |
| Najlepsza brytyjska grupa | Najlepszy nowy wykonawca |
| - Travis - Blur - Gomez - Stereophonics - Texas | - S Club 7 - Groove Armada - Honeyz - Phats & Small - Wiseguys |
| Najlepszy artysta międzynarodowy | Najlepsza artystka międzynarodowa |
| - Beck - Eminem - Moby - Ricky Martin - Will Smith                                                                                                  | - Macy Gray - Britney Spears - Jennifer Lopez - Mary J. Blige - Whitney Houston |
| Najlepszy zespół międzynarodowy | Najlepszy nowy wykonawca międzynarodowy |
| - TLC - Beastie Boys - The Cardigans - Mercury Rev - Red Hot Chili Peppers                                                                          | - Macy Gray - Britney Spears - Eminem - Jennifer Lopez - Semisonic |
| Najlepszy wykonawca muzyki pop | |
| - Five - Geri Halliwell - Ann Lee - Martine McCutcheon - S Club 7 - Steps                                                                           | |